# 베타 (어류)
베타(Betta splendens)는 동남아시아가 원산지인 민물고기이다. 캄보디아, 라오스, 미얀마, 말레이시아, 인도네시아, 태국, 베트남 등에 서식한다. 베타속(genus Betta)에는 73종이 있지만 관상어로서 베타라고 불리는 종은 그 중에 단 1종만을 의미한다. 베타는 다양한 색과 모양의 표현형과 낮은 사육 난이도 덕에 세계적으로 인기있는 관상어이다.베타는 태국 중부 평원의 토착종으로 1000년 전 처음 가축화(순화)되었다. 처음에는 투계와 비슷한 이유로 싸움을 붙이거나 도박에 이용하기 위해 길들여졌다. 베타는 라마 3세 재위 동안 덴마크의 의사 겸, 동물학자, 식물학자인 시어도어 칸토어에 의해 국외로 알려지게 되었다. 베타는 19세기 후반에 처음 서양에 알려지기 시작했고 수 십년 안에 관상어로 인기를 얻었다. 베타는 선택교배로 오랫동안 개량되었고 그 결과 다양한 색과 지느러미 모양 등을 얻었다.
베타는 영역성이 아주 강한 것으로 알려졌다. 하나의 수조에 둘 이상의 수컷을 합사하게 되면 어느 것 하나가 죽을 때까지 서로를 공격한다. 암컷 베타 또한 좁은 공간이라면 다른 개체와 영역 다툼이 일어날 수 있다. 베타는 낮은 용존산소나 수질에도 쉽게 견딜 수 있다. 이는 등목어아목에 속한 종들에만 존재하는 라비린스 기관에 의한 것으로 수면의 공기를 직접 들이쉴 수 있다.
세계적인 인기와 더불어 베타는 태국의 대표 수생 동물이고 세계 관상어 시장에서 태국은 베타의 주요한 생산국이자 수출국이다. 애완동물로서 많이 길러지고 있음에도 불구하고 계속되는 환경오염과 서식지 파괴로 인해 IUCN은 베타를 취약종으로 분류하였다.

## 어원
동남아를 제외한 국가에서 베타라는 명칭은 베타속에 최소 72개의 다른 종이 있음에도 불구하고 명확히 Betta splendens 한 종을 의미한다. 베타속에 속한 다른 종과 구분해서 정확하게 지칭하려면 학명으로 부르거나 시아미즈파이팅피시(영어: Siamese fighting fish)라고 부른다.
베타라는 이름의 유래는 여러 가설이 있다. 한 가설에서 베타는 말레이어의 인도네시아어: ikan betah 이칸 베타[*]에서 왔는데, 인도네시아어: ikan 이칸[*]은 물고기를 의미하고 인도네시아어: betah 베타[*]는 고대 전사 부족을 의미한다. 다른 가설로는 Betta splendens라는 학명이 말레이어로 "인내하는 물고기(enduring fish영어: enduring fish)"를 의미하는 말과 라틴어로 "빛나는"을 뜻하는 단어인 라틴어: splendens를 합친 것이라는 주장이 있다.
태국 내에서는 베타를 플라캇이라고도 부르는데, 이는 종종 관상용 베타 중에서 짧은 지느러미를 가진 종을 의미하기도 한다. 플라캇은 태국어로 "무는 물고기"라는 뜻의 태국어: ปลากัด 플라캇[*] 에서 유래했는데 태국 내에서는 베타 뿐만 아니라 비슷한 공격성을 띄는 베타속에 속한 모든 물고기를 지칭한다.
1849년에 처음 학명이 명명될 때 베타는 Macropodus pugnax라는 이름으로 명명되었다. 이는 큰 발을 가진 공격적인 물고기라는 뜻으로 베타의 긴 배 지느러미를 참고했을 것으로 사료된다. 1897년에는 베타속으로 분류되었고 Betta pugnax로 명명되었다. 1909년에 와서야 이미 pugnax로 명명된 종이 있다는 것을 발견하고 Betta splendens로 재명명되었다.

## 생김새
베타는 보통 6 ~ 8cm정도의 크기까지 자란다. 관상용으로 유통되는 베타는 화려한 색과 크고 나풀거리는 지느러미 등으로 잘 알려져 있지만 야생의 베타는 일반적으로 녹색, 갈색 또는 회색을 띄고 지느러미 또한 짧다. 야생의 개체는 오직 흥분했을 때만 진하게 발색(發色)된다. 사육 환경에서 베타는 다양한 색과 지느러미, 꼬리 모양을 나타내게끔 선택교배하여 개량된다.

## 분포와 서식지

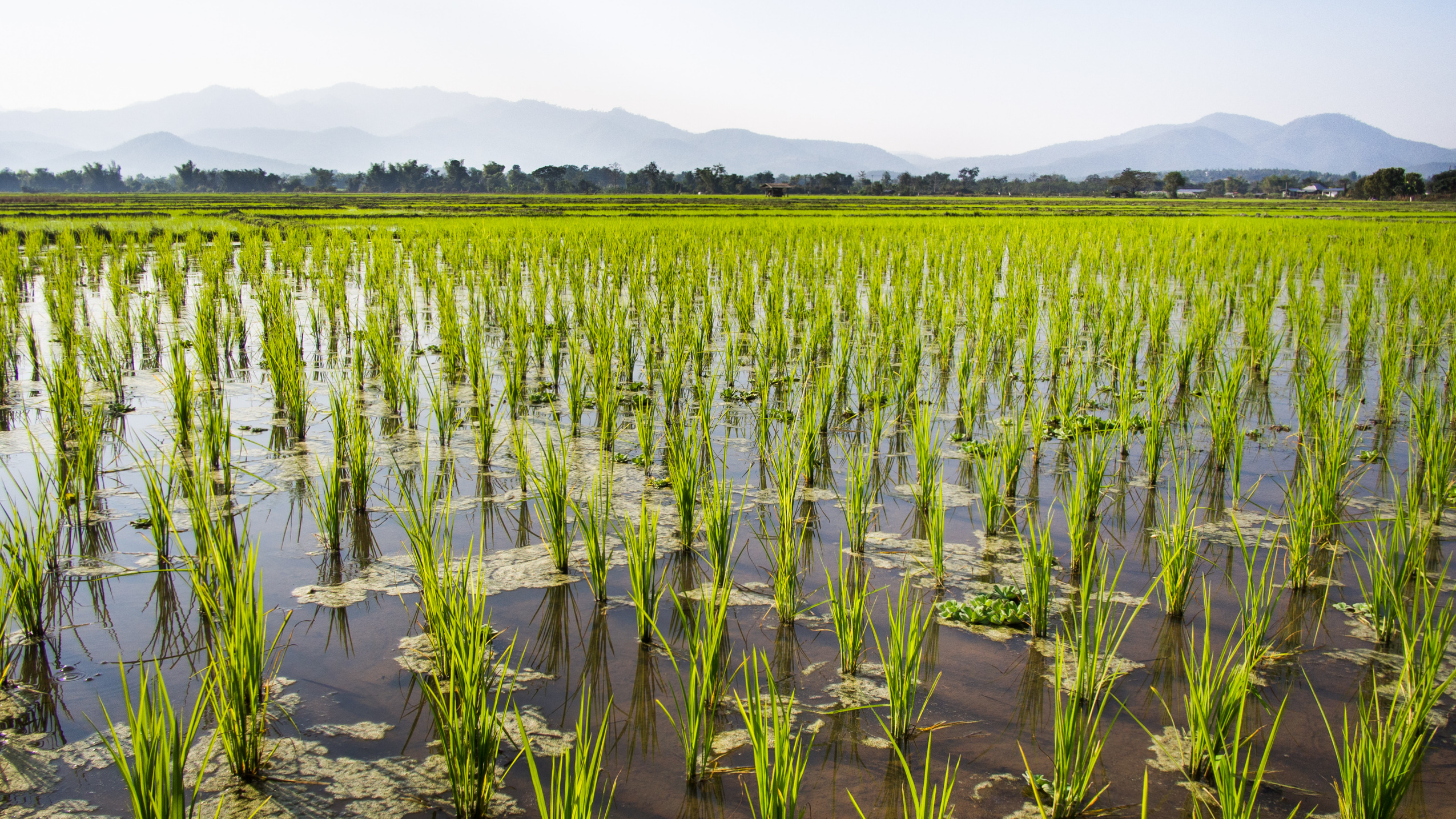
논은 베타가 인간에게 처음 발견된 곳으로 알려져 있다.

비테와 슈미트 (1992)의 연구에 따르면 베타는 동남아시아가 원산지로 말레이반도 북부, 태국 중부와 동부 지방, 캄보디아, 그리고 베트남의 메콩강 삼각주에서 발견된다. 태국의 어류학자 차발릿 위타야논(태국어: ชวลิต วิทยานนท์)에 따르면 베타는 태국의 짜오프라야강과 메콩강 유역, 카르다몸 산맥(캄보디아)의 동쪽, 끄라 지협의 토착종이다. 마찬가지로 프뢰제와 파울리 (2019)는 베타의 원산지가 캄보디아, 라오스, 태국, 베트남인 것을 확인했다. 이웃하는 말레이반도와 부근의 수마트라섬에서도 발견되나 이는 사람에 의해 도입된 것이다.
야생의 베타는 일반적으로 소택이나 논, 범람원 등 초목이 무성한 얕은 수역에 서식한다. 동남아 전역에 걸쳐 오랫동안 지속된 벼농사는 베타에게는 최적의 서식지가 될 수 있었고 베타의 발견과 가축화 또한 쉽게 이루어질 수 있었다. 물이 얕고 기압이 높은 지역적 특성으로 인해 용존되어 있는 기체가 빠르게 소모되어 서식지의 용존산소는 낮게 유지될 수 밖에 없는데 베타와 베타가 속한 등목어아목의 종들은 이런 지역적 특성에 적응하기 위해 폐와 같은 역할을 하는 라비린스 기관이 발달하도록 진화했다. 결과적으로 베타는 악조건의 서식환경에도 적응할 수 있게 되었고 오히려 포식자와 경쟁자의 수가 줄어들게 되었다. 야생에서 베타는 제곱미터당 1.7마리 정도가 발견된다.
베타의 자연 서식지의 열대 기후는 수위, 수소 이온 농도(pH), 수온이 빠르고 급격하게 변하는 특징을 가지고 있다. 베타 서식지의 pH의 범위는 약 산성 (pH 6.9) ~ 강 알칼리성 (pH 8.9)이고, 기온은 15 °C (59 °F) ~ 40 °C (100 °F)까지 이른다. 즉, 베타는 다양한 가혹하거나 독한 환경에 빨리 적응하고 견딜 수 있으며 이런 성질 덕분에 수조 환경에서도 빨리 적응하여 인기있는 관상어가 될 수 있었다.
야생의 베타는 수생 식물이나 수면에 수련과 식물이나 낙엽 등이 풍부한 수역을 선호한다. 풍부한 식물은 포식자로부터 몸을 보호하고 다른 수컷과의 경쟁할 때 영역을 구분짓는 데 도움을 준다. 또 이런 식물들은 암컷들이 산란을 할 때와 새끼들이 부화한 후 치어기 동안 은신처가 된다.

### 침입종으로서 베타
세계적인 인기로 인해 베타는 비슷한 열대 기후를 가진 나라들(호주 동남부, 브라질, 콜롬비아, 도미니카 공화국, 미국 동남부, 싱가포르)에서도 방류되어 정착하게 되었다.
2014년 1월, 호주 노던 준주의 애들레이드 강(Adelaie River) 범람원에서 대규모의 베타 개체군이 발견되었다. 침입종으로서 베타는 토착 어류, 양서류 등의 습지 생태계에 위협이 된다. 또한 베타는 미국의 아열대기후 지역인 플로리다나 텍사스에서도 정착했는데 미국 어류 및 야생동물관리국의 조사에서 자연 생태계에 위협을 끼칠 정도는 아니라고 밝혀진 바 있다.

### 보존 현황
관상어로 사육되는 베타와는 다르게 야생에서의 베타는 하수 시설 등에서 잔여 약물과 같은 오염물의 유출이나 여타 화학적, 농업적 오염물로 인해 서식지가 위협받고 있다. 이러한 서식지 오염은 수컷이 알을 먹는 행동을 하게 함으로써 부화율을 낮추고 번식 습성 자체가 크게 바뀔 수 있다.
또 동남아시아의 팜유 플랜테이션이 늘어나면서 베타의 자연 서식지가 줄어들고 있다. 태국 중부 전역에 걸친 도시와 농업 지역의 개발로 인한 서식지 파괴와 환경 오염이 주된 위협 요인으로 꼽힌다. IUCN에서는 야생의 베타를 취약종으로 분류했으며 보존의 노력 없이는 멸종위기종이 될 수 있다고 발표했다.

## 식성과 먹이
베타는 육식성으로 동물성 플랑크톤이나 작은 갑각류, 장구벌레와 같은 수생 곤충 유충, 조류, 낙엽에 떨어진 곤충 등을 먹는다.
사육 시 베타는 아르테미아, 실지렁이, 물벼룩등의 냉동 생먹이나 플레이크, 펠릿 사료 등 사료를 가리지 않고 먹는다. 그러나 관상어용 사료에 흔히 들어가는 옥수수나 밀의 탄수화물 성분이 포함된 사료는 육식 동물의 특성상 짧은 소화기관을 가지고 있어 잘 소화하지 못한다. 따라서 어떤 사료든 간에 적절한 베타 전용 사료는 동물성 단백질을 주 성분으로 해야 한다.
과하게 먹이를 주게 되면 비만, 변비, 부레 질병 등 베타의 건강 문제로 이어질 수 있다. 과한 먹이 급여는 수조의 수질도 악화시킨다. 보통 3 ~ 5분 정도만에 먹을 수 있는 양을 하루에 한 번 주는 것이 권장되며 남은 사료는 즉시 제거되어야 한다.
일부 자료에 따르면 베타의 완전한 소화를 위해 최소 만 하루 동안 먹이를 주지 않는 것을 권하기도 한다.
베타는 먹이를 먹지 않고 2 주 가량을 생존할 수 있으며 베타에 있어 먹이를 하루나 이틀 간 먹지 않는 것은 특이하지 않다. 특히 새로운 수조로 옮기거나 물갈이를 할 때와 같이 스트레스를 유발할 수 있는 상황에 권장되는 방법이다.

## 번식과 초기 발달
수컷 베타는 아가미와 지느러미를 활짝 펼치고 몸을 배배꼬며 마치 춤을 추는 듯한 구애 행위를 한다. 구애 받은 암컷은 체색을 어둡게 하고 산란 줄무늬(breeding bars)라고 알려진 세로 줄무늬를 띈다. 수컷은 수면에 다양한 크기의 거품집을 만들고 암컷은 수컷의 거품집을 보고 번식을 결정한다. 암컷이 없을 때에도 수컷은 주기적으로 거품집을 만든다.
때로는 수면에 떠있는 식물이나 돌 등이 거품집의 기초가 되기도 한다. 구애 하는 동안 수컷은 암컷을 쫓아가거나 지느러미를 무는 등의 공격성을 띌 수 있다. 구애가 끝나면 수컷은 암컷을 감싸는 듯한 행위를 한다. 한번 감싸 안을 때마다 암컷은 10~40개의 알을 산란하며 이 행위는 암컷이 모든 알을 산란할 때까지 반복된다. 알이 쌓일 때마다 수컷은 이리를 사정하고 알은 체외에서 수정된다. 행위 도중부터 산란 행위가 끝나고 나서까지 수컷은 입을 이용해 가라앉는 알들을 집어 거품집 위로 다시 올린다. 교배하는 동안 암컷이 수컷을 돕는 경우도 있지만 대부분의 경우 알을 집어 올리기보다는 단순히 삼켜버린다. 암컷이 모든 알을 산란하고 나면 알을 먹지 못하도록 수컷의 영역에서 쫓겨나게 된다. 이 때 수조에서 암컷을 분리하지 않으면 수컷에 의해 죽을 수도 있다.
번식 행위가 끝난 후 수컷은 거품집에 머물며 알을 보육한다. 알이 떨어지지 않게 관리하며 필요에 따라 거품집을 수리하기도 한다. 24 ~ 36 시간 정도 후에 알은 부화하는데 부화한 자어는 난황에 있는 영양분을 흡수하기까지 2 ~ 3일간 둥지에 머무른다. 난황을 모두 흡수한 후 치어는 둥지를 떠나 자유롭게 떠돈다. 이 초기 생활사에서 베타 치어는 전적으로 아가미를 통해 호흡하며 라비린스 기관이 발달하기까지는 통상 3 ~ 6주가 걸린다. 라비린스 발달까지 걸리는 기간은 성장률에 따라 다르다. 베타는 4 ~ 5 개월 정도 성장하면 성적으로 성숙한다. 보통 수컷과 암컷의 형태적 차이는 부화 이후 대략 2 달 정도 뒤에 구별된다. 사육 시 베타 치어는 가공 사료나 아르테미아, 물벼룩, 장구벌레 등 생먹이를 먹인다. 대부분의 다른 어류 치어에 효과적인 삶은 달걀 노른자는 베타의 먹이로는 적합하지 않다.

## 역사
베타가 언제부터 사육되었고 아시아 밖으로 반출되었는지에 대한 자료는 별로 남아있지 않다. 유전자 분석을 통한 연구로 밝혀진 바에 따르면 베타는 약 1000년 전부터 인간에 의해 길러진 것으로 알려졌다. DNA 샘플링을 통한 추가 연구에서는 베타가 13세기부터 투어(鬪魚)로 사육되었음을 제시했다. 시간이 흐르면서 이는 야생의 베타와 관상용 베타의 유전적 차이로 이어졌다.

### 투어(鬪魚)
말레이시아와 태국에서는 최소 19세기부터 야생의 베타를 채집해 투어로 기르기 시작해 닭싸움과 비슷하게 서로 싸움을 붙이는 도박이 행해졌다고 알려져 있다. 야생의 베타는 어느 한 마리가 물러날 때까지 고작 몇 분정도 싸우는 데, 투어로 길러진 베타(플라캇 베타)는 그 공격적 기질을 개량해 더 오래 싸운다. 어느 한 마리가 죽을 때까지 싸우는 경우는 드물며 보통 도박은 투어의 생존 여부가 아니라 용맹함을 위주로 행해진다. 처음부터 투어로 선발육종된 관상용 베타는 야생의 베타 종보다 더 공격적인 기질을 가지는 경향이 있다.
이런 투어 싸움의 인기는 당시 태국의 국왕 라마 3세에게 까지 퍼졌다. 라마 3세는 직접 투어를 기르며 싸움에 세금을 매기는 정책을 펼쳤다. 1840년에 라마 3세는 상으로 직접 기른 투어를 나눠주기도 하였는데 그 중에 몇 마리가 당시 벵갈 의료국에서 일하고 있던 덴마크 의사 시어도어 칸토어(Theodore Edward Cantor)의 손에 들어갔다. 9년 뒤 칸토어는 투어를 묘사한 논문을 게재하였고 Macropodus pugnax라고 명명했다. 1909년, 영국의 어류학자 찰스 테이트 리건(Charles Tate Regan)이 Macropodus pugnax라는 학명이 다른 종과 중복됨을 발견하고 가축화된 베타를 Betta splendens로 재명명했다.

### 관상어
베타는 19세기 말부터 서방의 관상어 시장에 보이기 시작했다. 1874년 프랑스의 어류학자 피에르 카르보니에(Pierre Carbonnier)가 베타를 수입해 기르고 번식한 것이 처음 도입된 기록으로 알려져 있다. 독일에서는 1896년 열대어 전문가 파울 마테(Paul Matte)가 모스크바에서 독일로 베타를 처음 들여왔다. 이를 통해 베타가 20세기 초에는 어느정도 모스크바나 프랑스에서 길러졌다고 볼 수 있다. 영국 출신의 동물학자 에드가 레이븐스우드 웨이트(Edgar Ravenswood Waite)가 호주 자연사 박물관(Australian Museum)에 투고한 글에 따르면 호주에서 베타는 1904년에 처음 대중에 선보여졌다. 웨이트는 당시 베타를 태국 국경 근처의 말레이시아 페낭주에서 들여왔다고 명기했다. 또한 그는 카르보니에가 베타에 대해 쓴 논문 2 편을 참조하기도 했다. 미국에서 베타는 1927년에 캄보디아에서 수입되었다는 기록이 있다.
베타가 언제부터 관상어 시장에서 인기가 많아졌는 지에 대해서는 분명하지 않으나 20세기 초부터 공격성 대신 발색, 지느러미 모양 등 전체적인 미를 기준으로 개량되었다는 것은 분명하다. 1927년에 독일에서 베일테일(veiltail)이라고 부르는 길고 나풀거리는 지느러미를 가진 베타에 대한 논문이 출판된 바 있다. 이후 1950년대에는 미국의 번식업자들이 더 크고 긴 베일테일을 개량했고, 1960년 즈음에는 인도의 번식업자들이 2 개의 꼬리를 가지는 돌연변이를 발견하여 더블테일(doubletail) 변종을 만들었다. 그로부터 몇 년 뒤 독일의 번식업자가 더 커다랗고 삼각형 모양의 지느러미가 특징인 델타테일(deltatail) 변종을 만들었다.
1967년에 베타 번식업자들은 베타에 관련하여 인터내셔널 베타 콩그레스(International Betta Congress, IBC)라는 공식 국제 이익 단체를 출범했다. IBC는 동물 복지에 기반하여 베타 각 품종이 더욱 건강하고 대칭적인 지느러미와 몸의 형태를 가지게 기르고 번식하는 것을 주된 목표로 한다.

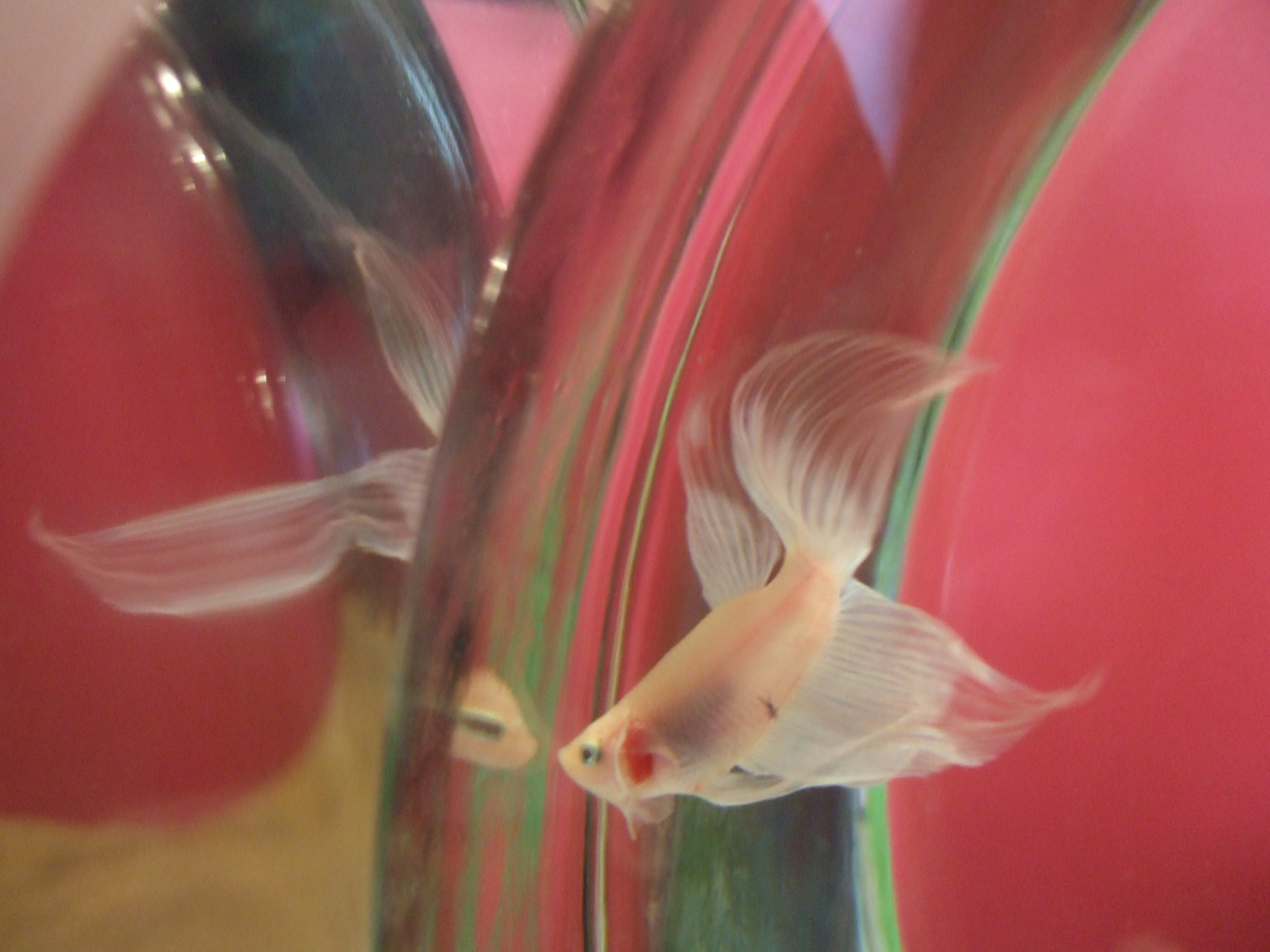
거울에 반사된 모습을 보고 지느러미를 펼치며 공격하는 수컷 베타

## 습성
베타는 개체별로 복잡하고 다양한 상호작용과 행동 패턴을 보인다. 연구에 따르면 베타는 학습을 할 수 있으며 새로운 자극에 반복적으로 노출되면 반응하는 것이 알려졌다.
이러한 특징으로 베타는 동물행동학, 신경학, 비교심리학에서 연구 소재로 쓰인다.
수컷과 암컷은 구애 행위를 하거나 경쟁자를 위협할 때 지느러미를 펼치거나 아가미덮개를 부풀린다. 환경적 변화가 있을 때나 어떤 움직임을 감지했을 때 지느러미를 펼치기도 한다. 수조 사육시 베타는 자아를 인식하지 못해 거울에 반사된 자기 모습을 보고 지느러미를 펴 위협하기도 한다. 암컷은 서열 싸움을 할 때 다른 암컷에게 지느러미를 펼처 보이기도 한다. 암수 모두 스트레스를 받거나 겁에 질리면 창백한 세로 줄무늬를 띈다. 다만 이러한 색 변화는 암컷에서는 흔히 일어나고 성숙한 수컷의 경우 이미 강렬한 색을 가지고 있어 보기 드물다. 짝을 지을 때는 서로의 몸에 번식 준비를 마쳤다는 표시로 세로 줄무늬를 발현한다.
베타는 한 마리만 사육할 때에도 수초나 돌 등 영역으로 삼을 만한 장식이 많은 환경을 선호한다. 이러한 수초나 돌에 자리 잡은 베타는 지나가는 다른 경쟁자에게 굉장히 공격적인 성향을 보일 때가 있다. 따라서 베타는 합사할 경우 최소 45L 크기의 어항에 사육해야 한다.
베타의 공격적인 기질은 역사적으로 도박에 활용되었는데 이런 도박은 아가미와 지느러미를 펄치거나 지느러미를 무는 행위, 발색 등으로 어느 하나가 복종하거나 물러날 때까지 싸움을 붙이는 것으로 행해졌다. 베타는 원래 죽을 때까지 싸우지는 않지만 개중에는 종종 심한 부상을 입고 죽는 개체가 발생하기도 했다. 영역 다툼을 피하기 위해서 수컷 베타는 한 마리씩 분리하는 것이 좋다. 수컷은 종종 반사된 자기 모습을 보고도 공격성을 띈다. 이것이 다른 수컷과 합사하는 것 보다는 안전한 방법이지만 반사된 모습을 계속 보여주는 것은 개체별로 스트레스를 줘 안좋은 영향을 끼칠 수 있다. 모든 수컷 베타가 서로 공격적인 것은 아니며 수조 내에 영역을 만들만한 장소가 충분하고 넓다면 서로 다투지 않는다.

### 암컷의 공격성
일반적으로 암컷도 수컷처럼 공격적인 행동을 보이기도 하지만 수컷보다 강도가 낮으며 빈도가 덜하다는 게 알려졌다.
2 주 간 암컷 베타 집단의 공격성을 관찰한 연구에 따르면 작은 무리를 이룬 암컷들은 안정적인 서열 관계를 가지고 서열이 높은 개체가 그보다 덜한 개체들 보다 과시하는 듯한 행동을 더 많이 한다. 또한 공격을 받았는 지에 따라 과시 행위의 지속 기간에 차이가 있다.

### 구애 행동
베타의 암컷과 수컷의 구애 행위에 대한 연구는 많이 진행되었다. 대부분의 연구는 구애 과정 동안의 수컷의 공격적 기질을 주로 연구한다. 예를 들어 한 연구에 따르면 수컷이 거품집을 만들 때는 잠재적 짝을 유혹해 번식하기 위해 암컷에 덜 공격적이라는 게 알려졌다. 암컷은 수컷들끼리 다툴 때 엿보고 있다가 이긴 수컷에게 더 끌린다는 것이 밝혀진 바가 있다. 해당 연구에서 수컷의 싸움을 보지 못한 암컷 대조군은 짝 선호에 있어 어떤 영향도 받지 않았다. 수컷의 경우 다툼에서 진 수컷은 싸움을 보지 못한 암컷에게 구애를 시도하고 다툼에서 이긴 수컷은 암컷을 고르는 데 있어 선호도에 차이를 보이지 않았다.
한 연구에서는 가짜 암컷을 준비해두고 다른 수컷의 나타남에 따라 수컷의 구애 행위의 변화를 관찰했다. 연구에서는 침입자가 나타나면 구애 행위를 멈출 것으로 가설을 세웠으나 실험 결과는 오히려 경쟁 수컷이 등장했을 때 더 적극적으로 구애를 한다는 것으로 밝혀졌다. 해당 연구에서 연구자들은 이를 암컷에 대한 구애 행위와 경쟁자를 쫓아 내는 상호 작용을 동시에 진행한 것으로 보인다고 결론 내렸다.

### 잠
베타는 드물게 잠을 자기도 하는데 이 때문에 처음 베타를 사육하는 사람들은 폐사로 오인하기도 한다. 수조 안에서 베타는 안락함을 느끼는 어느 곳에서든 잠을 청하며 수심 또한 가리지 않는다. 베타는 옆으로 눕거나 머리나 꼬리를 수면으로 세우거나, 뒤집힌 상태 등 다양한 자세로 잠을 잔다. 또는 좁은 구석에 몸을 말거나 감싸고 자기도 한다. 베타는 물 밖에 뻗은 잎이나 평평한 곳에서 잠을 잘 수도 있다. 이는 베타가 인간의 폐와 같은 역할을 하는 라비린스 기관을 가지고 있어 가능하다. 베타는 잠을 잘 때 밝았던 색이 조금 어두워지고 특이한 자세를 취하는 관계로 종종 죽은 것처럼 보일 수 있다. 자연의 포식자들은 종종 질병이나 기생충 등을 피하기 위해 죽은 먹이를 먹지 않으므로 이는 좋은 방어 기제라고 할 수 있다.